# Sada Vidoo
Sada Vidoo (født Nicole Stokholm Pedersen 30. juni 1977 i København) er en dansk sangerinde og sangskriver.
I år 2000 lagde hun vokal til DJ Aligator Projects nummer ét-single "Lollipop", som var den 6. mest solgte single i 2000 i Danmark med 16.274 eksemplarer. Singlen var også et top-10 hit i Norge og Sverige. I starten af 00'erne udgav hun en række singler i trance-genren under navnet Nicole, uden at få det store gennembrud. Sammen med duoen Me & My udgav hun i 2002 singlen "Te Quiero". Sada Vidoos gennembrud som sangskriver kom med Infernals hitsingle "Ten Miles" (2006), som solgte til platin. I 2008 medvirkede Sada Vidoo i musical-talentshowet Elsk mig i nat på Kanal 5. Hun har også turneret som sangerinde for eurodancegruppen Snap! i Europa.
I 2012 flyttede Sada Vidoo til London, England, hvor hun begyndte at arbejde med Kiss-sangskriveren Russ Ballard og hans søn, produceren Chris Ballard. Det var på dette tidspunkt af Sada Vidoo blev hendes pseudonym frem for fødenavnet Nicole, og hun begyndte at klæde sig ud som en levende dukke med "porcelænshvid makeup og store farverige tylskørter" inspireret af den japanske subkultur kawaii. Om hendes stilskifte har hun udtalt, at hun tidligere blev set som et sexobjekt i musikbranchen, men at hendes skifte til at leve som dukke gjorde hende fri fra folks forventninger: "Men da jeg gav slip og ikke længere gik op i folks forventninger og meninger til, hvordan man skal se ud, forsvandt alle hæmninger, og nu kan jeg være 100 % mig selv". Hendes debutalbum, A Story with No End, udkom i 2014.
Sada Vidoo deltog i 2016-udgaven af den britiske udgave af The X Factor. Hendes audition foran dommerne med Pat Benatars "Love Is a Battlefield" fik betydelig omtale i britiske medier. Hun gik videre fra audition i kategorien Over 25, men blev valgt fra af dommeren Sharon Osbourne under Six Chair Challenge.
Sada Vidoo deltog i Dansk Melodi Grand Prix 2017 med sangen "Northern Lights". hun var en af bookmakernes favorit til at vinde, men hun gik ikke videre til semifinalen da hun ikke fik nok stemmer fra seerne og juryerne.
Sada Vidoo er datter af en dansk mor og en palæstinensisk far.

## Privatliv
I 2019 blev hun gift med den drabsdømte Bandidos-rocker Jakob Winefeld. Parret blev skilt i 2021.

## Diskografi

### Sada Vidoo
Album
- A Story with No End (2014)

Singler
- "The Actress" (2014)
- "China Doll" (2015)
- "Love Is a Battlefield" (2015)
- "Northern Lights" (2017)